# Liban aux Jeux olympiques d'hiver de 2010
Cet article contient des informations sur la participation et les résultats du Liban aux Jeux olympiques d'hiver de 2010, qui ont eu lieu à Vancouver au Canada. Il a été représenté par trois athlètes.

## Cérémonies d'ouverture et de clôture

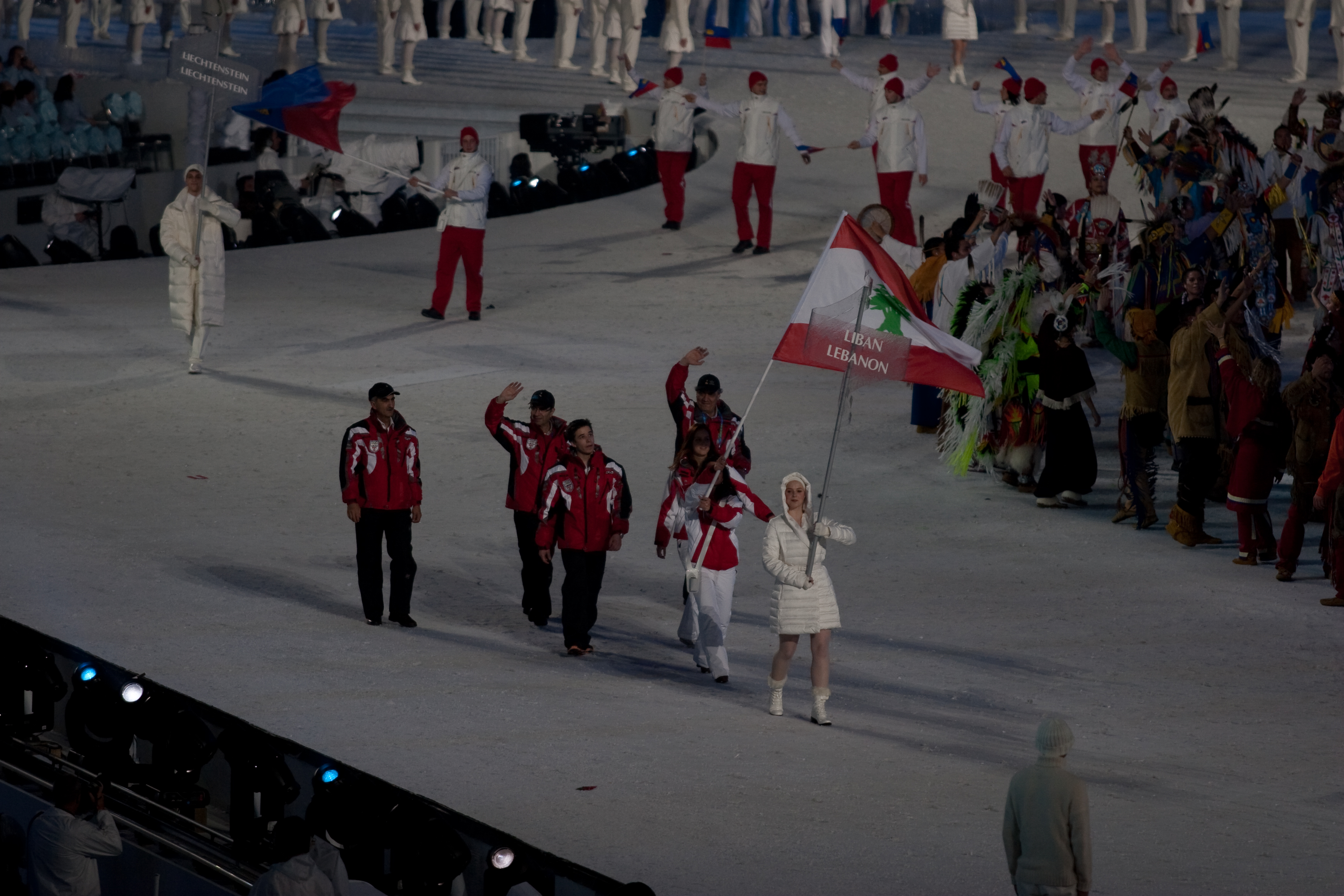
Entrée de la délégation libanaise lors de la cérémonie d'ouverture.

Comme cela est de coutume, la Grèce, berceau des Jeux olympiques, ouvre le défilé des nations, tandis que le Canada, en tant que pays organisateur, ferme la marche. Les autres pays défilent par ordre alphabétique. Le Liban est la 48e des 82 délégations à entrer dans le BC Place Stadium de Vancouver au cours du défilé des nations durant la cérémonie d'ouverture, après la Lettonie et avant le Liechtenstein. Cette cérémonie est dédiée au lugeur géorgien Nodar Kumaritashvili, mort la veille après une sortie de piste durant un entraînement. Le porte-drapeau du pays est la skieuse alpine Chirine Njeim.
Lors de la cérémonie de clôture qui se déroule également au BC Place Stadium, les porte-drapeaux des différentes délégations entrent ensemble dans le stade olympique et forment un cercle autour du chaudron abritant la flamme olympique. Le drapeau libanais est alors porté par Ghassan Gedeon-Achi.

## Engagés par sport

### Ski alpin
Hommes
- Ghassan Achi

Femmes
- Jacky Chamoun
- Chirine Njeim

## Diffusion des Jeux au Liban
Aucune chaîne de télévision nationale ne retransmet les Jeux de Vancouver. Les Libanais peuvent néanmoins suivre les épreuves olympiques sur le câble et le satellite grâce aux réseaux d'Eurosport et Al Jazeera Sport. Eurosport et le réseau Eurovision permettent d'assurer la couverture médiatique libanaise sur Internet.